# الروح المضطربة
الروح المضطربة (بالإنجليزية: The Restless Spirit)‏ هو فيلم أبيض وأسود درامي قصير صامت أمريكي يُعتقد أن الفيلم ضائع، تم إنتاجه عام 1913 كتبه وأخرجه ألان دوان، وشارك فيه جيه وارن كيريجان، ولون تشاني (في دور مزدوج)، وبولين بوش. يستند الفيلم إلى قصيدة توماس جراي عام 1751، مرثية مكتوبة في مقبرة ريفية، ويحكي قصة رجل يرغب في أن يكون فاتحًا. تتبع ذلك سلسلة من الأوهام التي تظهر له عبث الغزو عندما لا يستطيع حتى غزو مجتمعه.
يستخدم الفيلم العديد من عمليات الذوبان التي كان تنفيذها صعبًا من الناحية الفنية، ويقال إنها أرسلت مصور الفيلم إلى المستشفى بسبب الإجهاد. ربما كان الفيلم هو آخر ظهور غير مُعلن للون تشاني، وتم إصداره في 27 أكتوبر 1913 بواسطة شركة يونيفرسال فيلم مانوفاكتشرينج تحت علامة فيكتور.